# Іштимбальське сільське поселення
Іштимба́льське сільське поселення (рос. Иштыбальское сельское поселение) — муніципальне утворення у складі Куженерського району Марій Ел, Росія. Адміністративний центр — присілок Іштимбал.

## Населення
Населення — 653 особи (2019, 768 у 2010, 881 у 2002).

## Склад
До складу поселення входять такі населені пункти:
| Населений пункт           | Населення, осіб (2002) | Населення, осіб (2010) |
| ------------------------- | ---------------------- | ---------------------- |
| Великий Царанур, присілок | 146                    | 124                    |
| Іштимбал, присілок        | 474                    | 408                    |
| Лонганер, присілок        | 4                      | 2                      |
| Малий Царанур, присілок   | 92                     | 72                     |
| Нурсола, присілок         | 39                     | 40                     |
| Пукшалмучаш, присілок     | 43                     | 40                     |
| Халтурино, присілок       | 13                     | 12                     |
| Чодраял, присілок         | 70                     | 70                     |